# (352148) Tarcisiozani
(352148) Tarcisiozani  es un asteroide perteneciente al cinturón de asteroides, descubierto el 4 de agosto de 2007 por Marco Micheli y Gianpaolo Pizzetti desde el Observatorio de Lumezzane, en Italia.

## Designación y nombre
Tarcisiozani se designó inicialmente como 2007 PH.
Más adelante fue nombrado en honor al industrial metalúrgico y astrónomo aficionado italiano Tarcisio Zani.

## Características orbitales
Tarcisiozani orbita a una distancia media del Sol de 2,6812 ua, pudiendo acercarse hasta 1,9520 ua y alejarse hasta 3,4103 ua. Tiene una excentricidad de 0,2719 y una inclinación orbital de 3,8343° grados. Emplea en completar una órbita alrededor del Sol 1603 días.

## Características físicas
Su magnitud absoluta es 16,7.